# Músculo isquiocavernoso
El músculo isquiocavernoso ([TA]: Musculus ischiocavernosus) es un músculo par y superficial del periné, presente tanto en hombres como en mujeres. Parten del isquion y rodean la base del cuerpo cavernoso en el pene o la porción superior de los labios en la vulva femenina. En el caso de las mujeres cubren la crus del clítoris. Participan en la erección del pene y del clítoris.

## Localización
Los dos haces del isquiocavernoso nacen de fibras tendinosas y carnosas en la superficie interna de la tuberosidad del isquion. Desde ese punto de partida, las fibras carnosas corren medialmente y hacia adelante hasta terminar en una aponeurosis que rodea el cuerpo cavernoso del pene y, en la mujer, se inserta a los lados y en la cara inferior de la raíz del cuerpo cavernoso del clítoris.

## Función
El musculus isquiocavernoso flexiona el ano, y —en los hombres— estabiliza el pene erecto, mientras que en las mujeres, tensiona la vagina. La contracción sostenida del músculo isquiocavernoso permite que el desplazamiento de los vasos sanguíneos de las cruras, cercana a la tuberosidad isquiática, lo que facilita la fase de llenado eréctil. En otras palabras, la contracción del músculo comprime las cruras, retardando el retorno venoso de sangre del pene, manteniendo el órgano erecto.

## Irrigación e inervación
En ambos sexos es inervado por la rama profunda y muscular del nervio perineal, el cual es rama del nervio pudendo, el cual lleva fibras simpáticas y parasimpáticas.
La irrigación sanguínea es llevada al músculo por una rama interna de la arteria pudenda interna, llamada arteria perineal.

## Disfunciones
Los trastornos de la contractilidad del isquicavernoso y bulbocavernoso guarda relación con la etiología de la disfunción eréctil.

## Imágenes adicionales

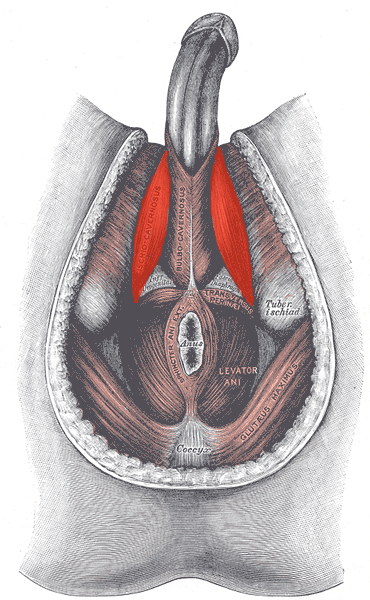
Músculos del periné masculino, el isquicavernoso está resaltado en rojo.
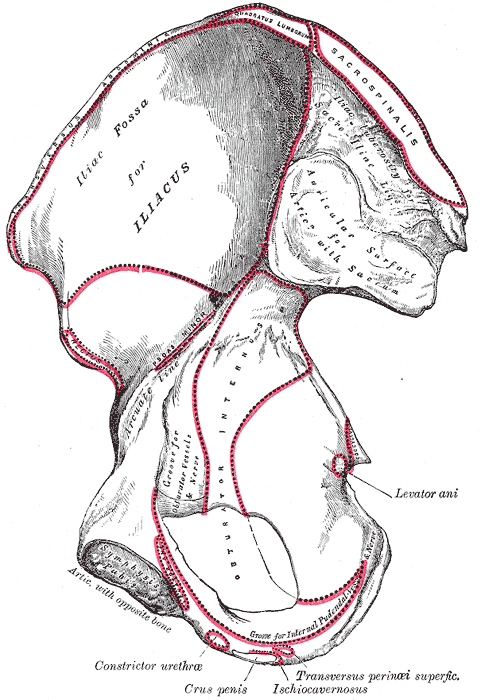
Hueso de la cadera, superficie interna.
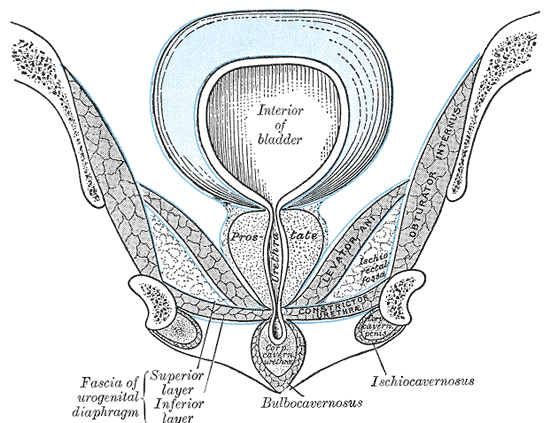
Sección anterior de parte de la pelvis, a través del arco púbico.
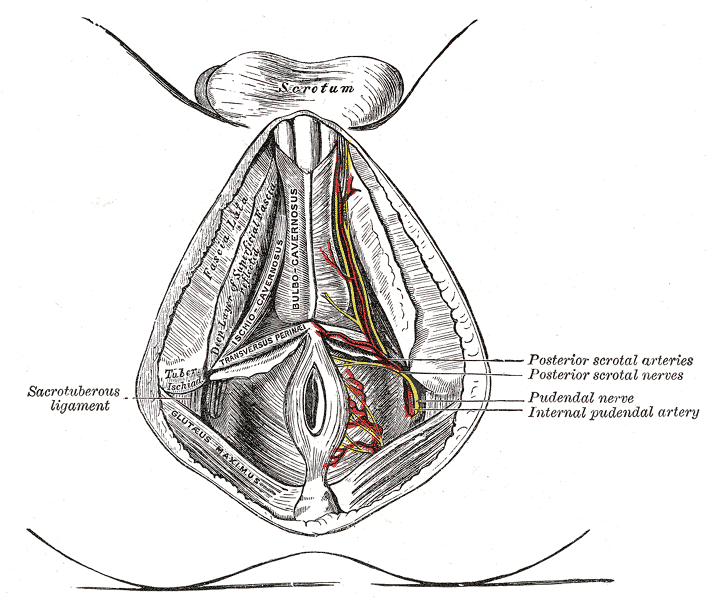
Ramas superficiales de la arteria pudenda interna.